# Skåneleden
Skåneleden (La voie de Scanie) est un réseau de sentiers de randonnée parcourant la Scanie, dans le sud de la Suède. Le réseau comprend environ 1 050 km de voies, divisées en 7 sections. Le réseau provient d'une décision faite en 1973 de créer un sentier en Scanie, concrétisée en 1978 avec la construction de la première étape. 

## Sentiers
| Nom                         | Image | Longueur | Description |
| --------------------------- | ----- | -------- | --- |
| Nord till sydleden (nord)   |       | 143 km   | Hårsjö (Hässleholm) - Rövarekulan (Höör) |
| Nord till sydleden (sud)    |       | 194 km   | Rövarekulan (Höör) - Trelleborg/Malmö/Ystad, traverse le parc national de Dalby Söderskog                                                                          |
| Kust till Kustleden (est)   |       | 173 km   | Sölvesborg - Hårsjö (Hässleholm) |
| Kust till Kustleden (ouest) |       | 188 km   | Hårsjö (Hässleholm) - Båstad/Ängelholm |
| Ås till åsleden             |       | 162 km   | Åstorp - Augusa (Tomelilla). Son nom provient des deux horsts (ås) traversés : Linderödsåsen et Söderåsen. Le parc national de Söderåsen se situe sur le parcours. |
| Österlenleden               |       | 179 km   | Ystad-Ystad (circulaire). Les mégalithes de Ale et la ville de Simrishamn sont sur le parcours.                                                                    |
| Öresundsleden               |       | 51 km    | Grå läge (Helsingborg) - Saxtorp (Landskrona. Longe la côte de l'Øresund.                                                                                          |